# Rolando García Guerreño
Rolando Daniel García Guerreño (San Estanislao, Departamento de San Pedro, Paraguay; 10 de febrero de 1990) es un futbolista paraguayo. Juega como marcador central y su primer equipo fue 2 de Mayo. Actualmente milita en Atlético Tembetary de la División de Honor.

## Trayectoria
Rolando García Guerreño se formó en las juveniles de 2 de Mayo, donde debutó como profesional en 2008. Sin embargo, gran parte de su carrera la hizo en el fútbol argentino.
En 2010 se sumó a Defensa y Justicia, y tres años y medio después dejó el Halcón para irse a Lobos BUAP del ascenso mexicano. Tras una temporada vuelve a Argentina para incorporarse a Godoy Cruz de Mendoza, luego pasó por Unión de Santa Fe y gracias a sus buenas actuaciones es transferido a Lanús, donde fue subcampeón de la Copa Libertadores en 2017.
A principios de 2020 ficha por Guaraní, produciéndose así su regreso al fútbol paraguayo tras jugar 10 años en el exterior.

## Selección nacional
En 2009 integró la Selección Sub-20 en el Sudamericano disputado en Venezuela y luego en la Copa Mundial que se jugó en Egipto.
En 2019 fue convocado a la Selección Mayor pero solamente para entrenar, ya que en la fecha FIFA de octubre el combinado guaraní decidió no disputar ningún amistoso.

### Participaciones en Sudamericanos
| Sudamericano                | Sede      | Resultado  |
| --------------------------- | --------- | ---------- |
| Sudamericano Sub-20 de 2009 | Venezuela | Subcampeón |

### Participaciones en Copas del Mundo
| Mundial                     | Sede   | Resultado        |
| --------------------------- | ------ | ---------------- |
| Copa Mundial Sub-20 de 2009 | Egipto | Octavos de final |

## Estadísticas
- Actualizado al 15 de agosto de 2025

### Clubes
| Club                         | Div.                | Temporada           | Liga | Liga | Copa Nacional | Copa Nacional | Copa Internacional | Copa Internacional | Total | Total |
| Club                         | Div.                | Temporada           | PJ   | G    | PJ            | G             | PJ                 | G                  | PJ    | G     |
| ---------------------------- | ------------------- | ------------------- | ---- | ---- | ------------- | ------------- | ------------------ | ------------------ | ----- | ----- |
| 2 de Mayo Paraguay           | 1.ª                 | 2008                | ?    | ?    | -             | -             | -                  | -                  | ?     | ?     |
| 2 de Mayo Paraguay           | 1.ª                 | 2009                | ?    | ?    | -             | -             | -                  | -                  | ?     | ?     |
| 2 de Mayo Paraguay           | Total               | Total               | 55   | 3    | -             | -             | -                  | -                  | 55    | 3     |
| Defensa y Justicia Argentina | 2.ª                 | 2009/10             | 8    | 0    | -             | -             | -                  | -                  | 8     | 0     |
| Defensa y Justicia Argentina | 2.ª                 | 2010/11             | 20   | 0    | -             | -             | -                  | -                  | 20    | 0     |
| Defensa y Justicia Argentina | 2.ª                 | 2011/12             | 26   | 1    | 0             | 0             | -                  | -                  | 26    | 1     |
| Defensa y Justicia Argentina | 2.ª                 | 2012/13             | 32   | 4    | 1             | 0             | -                  | -                  | 33    | 4     |
| Defensa y Justicia Argentina | Total               | Total               | 86   | 5    | 1             | 0             | -                  | -                  | 87    | 5     |
| Lobos · México               | 2.ª                 | 2013/14             | 21   | 2    | 3             | 0             | -                  | -                  | 24    | 2     |
| Lobos · México               | Total               | Total               | 21   | 2    | 3             | 0             | -                  | -                  | 24    | 2     |
| Godoy Cruz Argentina         | 1.ª                 | 2014                | 15   | 1    | -             | -             | 1                  | 0                  | 16    | 1     |
| Godoy Cruz Argentina         | Total               | Total               | 15   | 1    | -             | -             | 1                  | 0                  | 16    | 1     |
| Unión Argentina              | 1.ª                 | 2015                | 26   | 1    | 2             | 0             | -                  | -                  | 28    | 1     |
| Unión Argentina              | 1.ª                 | 2016                | 13   | 1    | 1             | 0             | -                  | -                  | 14    | 1     |
| Unión Argentina              | 1.ª                 | 2016/17             | 13   | 0    | 3             | 0             | -                  | -                  | 16    | 0     |
| Unión Argentina              | Total               | Total               | 52   | 2    | 6             | 0             | -                  | -                  | 58    | 2     |
| Lanús Argentina              | 1.ª                 | 2016/17             | 9    | 0    | 1             | 0             | 3                  | 0                  | 13    | 0     |
| Lanús Argentina              | 1.ª                 | 2017/18             | 17   | 0    | 0             | 0             | 9                  | 1                  | 26    | 1     |
| Lanús Argentina              | 1.ª                 | 2018/19             | 20   | 0    | 6             | 1             | 2                  | 1                  | 28    | 2     |
| Lanús Argentina              | 1.ª                 | 2019/20             | 0    | 0    | 0             | 0             | -                  | -                  | 0     | 0     |
| Lanús Argentina              | Total               | Total               | 46   | 0    | 7             | 1             | 14                 | 2                  | 67    | 3     |
| Guaraní Paraguay             | 1.ª                 | 20                  | 13   | 0    | -             | -             | 5                  | 0                  | 18    | 0     |
| Guaraní Paraguay             | Total               | Total               | 13   | 0    | -             | -             | 5                  | 0                  | 18    | 0     |
| Patronato Argentina          | 1.ª                 | 2021                | 19   | 0    | 12            | 0             | -                  | -                  | 31    | 0     |
| Patronato Argentina          | Total               | Total               | 19   | 0    | 12            | 0             | -                  | -                  | 31    | 0     |
| Nacional Paraguay            | 1.ª                 | 2022                | 33   | 2    | 3             | 0             | 1                  | 0                  | 37    | 2     |
| Nacional Paraguay            | Total               | Total               | 33   | 2    | 3             | 0             | 1                  | 0                  | 37    | 2     |
| Sol de América Paraguay      | 2.ª                 | 2023                | 22   | 0    | 0             | 0             | -                  | -                  | 22    | 0     |
| Sol de América Paraguay      | 1.ª                 | 2024                | 30   | 3    | -             | -             | -                  | -                  | 30    | 3     |
| Sol de América Paraguay      | Total               | Total               | 52   | 3    | 0             | 0             | -                  | -                  | 52    | 3     |
| Atlético Tembetary Paraguay  | 1.ª                 | 2025                | 11   | 0    | -             | -             | -                  | -                  | 11    | 0     |
| Atlético Tembetary Paraguay  | Total               | Total               | 11   | 0    | -             | -             | -                  | -                  | 11    | 0     |
| Total en su carrera          | Total en su carrera | Total en su carrera | 403  | 18   | 32            | 1             | 21                 | 2                  | 456   | 21    |

### Selección
| Selección                                                         | Año                 | Amistosos | Amistosos | Sudamérica(1) | Sudamérica(1) | Mundial(2) | Mundial(2) | Total | Total |
| Selección                                                         | Año                 | PJ        | G         | PJ            | G             | PJ         | G          | PJ    | G     |
| ----------------------------------------------------------------- | ------------------- | --------- | --------- | ------------- | ------------- | ---------- | ---------- | ----- | ----- |
| Sub-20 Paraguay                                                   |                     |           |           |               |               |            |            |       |       |
| 2009                                                              | -                   | -         | 2         | 0             | 1             | 0          | 3          | 0     |       |
| Total                                                             | -                   | -         | 2         | 0             | 1             | 0          | 3          | 0     |       |
| Total en su carrera                                               | Total en su carrera | -         | -         | 2             | 0             | 1          | 0          | 3     | 0     |
| (1) Incluye Sudamericano Sub-20. (2) Incluye Copa Mundial Sub-20. |                     |           |           |               |               |            |            |       |       |

## Palmarés

### Campeonatos nacionales
| Título              | Club           | País     | Año  |
| ------------------- | -------------- | -------- | ---- |
| División Intermedia | Sol de América | Paraguay | 2023 |